# Fatima al-Zahra
Fāṭima al-Zahra (persisk: فاطمه زهرا, arabisk: ‏فاطمة الزهراء) eller bare Fāṭima (født 604 el. 615,  død 632) (oftest transskriberet som Fatima el. Fatimah), var profeten Muhammeds og Khadijas førstefødte datter, ægtehustru til Imam Ali og fader til Imam al-Ḥasan og Imam al-Ḥusayn samt en af de fem medlemmer af Ahl al-Bayt.
Hendes far tildelte hende et stykke jord ("Fadak"). Imidlertid ville Abu Bakr og Umar ikke acceptere denne overdragelse efter faderens død. De mente, at Muhammed ikke videregav noget til hverken deres slægt eller andre personer relaterede til dem.
Fatima og hendes mand Imam Ali var kendt for at have været filantropiske.
Efter Muhammeds død græd Fatima meget og sørgede over hans død. Hun græd efter sigende så meget, at folk ikke kunne tåle det og bad hendes mand om at finde en løsning. Derfor byggede han et lille hus til hende ved faderens grav for ikke at forstyrre naboerne og byen.
 Der er for få eller ingen kildehenvisninger i denne artikel, hvilket er et problem. Du kan hjælpe ved at angive troværdige kilder til de påstande, som fremføres i artiklen.

| Islam | Spire Denne islamartikel er en spire som bør udbygges. Du er velkommen til at hjælpe Wikipedia ved at udvide den. |